# Laura Fumagalli
Laura Virginia Fumagalli (Monza, 1º aprile 1985) è un'ex cestista italiana.

## Carriera
La sua carriera da professionista inizia nel 2004 quando gioca il suo primo campionato in Prima Squadra con la Terra Sarda Alghero in Serie A1.
Nel 2005 scende di categoria trasferendosi alla Memar Reggio Emilia con cui gioca un campionato in Serie A2; nel 2006 ritorna nella sua regionale natale, la Lombardia, mantenendo la categoria con la Pentamedia Carugate. Dal 2007 al 2009 gioca, sempre in serie A2, con il Basket Team Crema; la stagione 2009-10 la disputa a Milano con la Sea Logistic Sanga.
Dall'estate del 2010 è ritornata ad indossare la maglia del Crema.
Durante l'estate del 2011 scende di categoria andando a giocare in Veneto con l'Alpo Basket '99 in serie B.
Dal 2004 ad oggi, nei vari campionati disputati in Italia, ha giocato 171 partite segnando 2 121 punti per una media di 12,40 punti/partita (statistiche aggiornate al 1º maggio 2011).

## Presenze e punti nei club
Statistiche aggiornate al 30 giugno 2009
| Stagione        | Squadra              | Competizione | Partite | Partite | Partite | Statistiche tiro | Statistiche tiro | Statistiche tiro | Altre statistiche | Altre statistiche | Altre statistiche | Altre statistiche | Altre statistiche |
| Stagione        | Squadra              | Competizione | Pres.   | Titol.  | Minuti  | Tiri da 2        | Tiri da 3        | Liberi           | Rimb.             | Assist            | Rubate            | Stopp.            | Punti             |
| --------------- | -------------------- | ------------ | ------- | ------- | ------- | ---------------- | ---------------- | ---------------- | ----------------- | ----------------- | ----------------- | ----------------- | ----------------- |
| 2004-2005       | Terra Sarda Alghero  | Serie A1     | 7       | 0       | 63      | 3/7              | 0/6              | 0                | 4                 | 0                 | 0                 | 0                 | 6                 |
| 2005-2006       | Memar Reggio Emilia  | Serie A2     | 33      | 24      | 1 023   | 89/183           | 80/234           | 39/52            | 81                | 13                | 45                | 21                | 457               |
| 2006-2007       | PentaMedia Carugate  | Serie A2     | 30      | 21      | 946     | 88/202           | 52/154           | 26/41            | 68                | 27                | 49                | 8                 | 404               |
| 2007-2008       | Sea Logistic Crema   | Serie A2     | 36      | 34      | 1 158   | 90/193           | 92/258           | 44/61            | 81                | 35                | 75                | 16                | 500               |
| 2008-2009       | Eredi Bertolli Crema | Serie A2     | 28      | 25      | 865     | 78/186           | 55/184           | 31/39            | 94                | 19                | 40                | 6                 | 352               |
| Totale carriera |                      |              |         |         |         |                  |                  |                  |                   |                   |                   |                   |                   |